# Gluten
Gluten (od latinskog Gluten, lepak) је kompozitni protein koji se nalazi u pšenici i srodnim žitaricama, kao što su raž i ječam. U ovsu se ne pojavljuje prirodno, ali pošto se ovas često uzgaja odmah pored pšenice, i gotovo uvek industrijski prerađuje u istim postrojenjima kao pšenica, to je ovas gotovo uvek kontaminiran ovim proteinom. Gluten daje testu elastičnost, pomaže podizanje testa i držanje oblika. Koristi se u kozmetici, u šamponima za kosu, i ostalim dermatološkim preparacijama. Ljudi netolerantni na gluten, treba da obrate pažnju i na ove proizvode, jer gluten ovako dospeva na prste, a s prstiju dalje u crevni trakt.

## Struktura
Gluten je kompozit skladišnih proteina gliadina i glutenin, koje kao celinu drži skrob u endospermu nekih žitarica srodnih travi. Prolamin i glutelin iz pšenice (gliadin, rastvoran u alkoholu, i glutenin, rastvorljiv jedino u razblaženim kiselinama i bazama) predstavljaju oko 80% proteina u plodu pšenice. Kako su nerastvorni u vodi, to se lako mogu prečistiti od skroba ispiranjem. Širom sveta, gluten je popularan izvor proteina, posebno u vegetarijanskim i sličnim dijetama sa niskim sadržajem proteina. Namirnice koje ga sadrže se proizvode ili direktno od ovih žitarica, ili se pak dodaje kao aditiv namirnicama koje inače imaju nizak sadržaj proteina.
Plod većine biljaka koje cvetaju sadrži endosperm u kome je uskladišten protein za prehranjivanje embriona biljke u procesu klijanja. Pravi gluten, koji se sastoji od gliadina i glutenina se pojavljuje samo kod malog broja žitarica iz porodice trava. Skladišni proteini kukuruza i pirinča se ponekad takođe nazivaju glutenima, ali se strukturno razlikuju od pravog glutena.

## Izdvajanje
Gluten se izdvaja iz testa mešanjem brašna, pri čemu on gradi elastične aglomerate - testo i potonjim ispiranjem skroba. Granule skroba se disperguju već u hladnoj vodi, i konačno se istaloži i osuši. Ako se umesto obične vode koristi slana voda, dobija se čistiji protein, i mnoge sitnije i bezopasne nečistoće bivaju isprane zajedno sa skrobom. Ako je skrob proizvod koji se želi dobiti, hladna voda je preferiran rastvarač jer ove nečistoće tada zaostaju sa glutenom. Ovakav skrob, označen na namirnicama kao „hidrolizoivani skrob“ sadržaće gluten čak iako proizvod ne naglašava posebno da može sadržati gluten.

## Upotreba

### Proizvodnja Hleba
Gluten nastaje kada se molekul glutenin umreži sa gliadin, koji doprinosi viskoznosti testa. Ukoliko se ovom testu doda kvasac, fermentacijom nastaju mehurovi ugljen-dioksida, koji ostaju zarobljeni u glutenskoj mreži što dovodi do rasta testa. Pečenjem testa, dolazi do denaturacije glutena i njegove konglomeracije, što zajedno sa skrobom, stabilizuje konačan oblik proizvoda. Pokazalo se da sadržaj glutena dovodi do bajaćenja hleba, verovatno otuda što vezuje vodu hidratacijom.
Povećanjem elastičnosti glutena menja se tekstura hleba i peciva. Elastičnost Glutena je proporcionalna njegovom sadržaju glutenina male molekulske mase jer baš ta komponenta sadrži veći deo atoma sumpora koji je odgovoran za umrežavanje molekula proteina.
Dodatnim prečišćavanjem glutena, dobijaju se gumastiji proizvodi, kao što su pizza i beigli, dok manja rafinacija daje nežne proizvode, ako što su peciva.
U opštem slučaju, brašno za hleb je bogato glutenom (pšenica); brašna za peciva imaju manji sadržaj glutena. Mešanje potpomaže formiranje glutena i umrežavanje, čime nastaju gumastiji proizvodi u zavisnosti od dužine mešanja. Povećan sadržaj vlage u testu pospešuje formiranje glutena, i vrlo morka testa ostavljena da stoje dugo neće iziskivati mešanje uopšte. Margarin inhibira umrežavanje, pa se koristi zajedno sa smanjenim sadržajem vode i manje mešanja kada se žele dobiti nežnija i lisnata testa, kao kore za pitu.
Elastičnost glutena u brašnu se meri industrijski pomoću farinografa. Ovo pekarima daje jedinicu kvaliteta za različite tipove brašna.

#### Dodati gluten
Gluten se neretko suši i melje i tako dodaje testu kako bi se poboljšala sposobnost testa da naraste, kao i zarad povećanja njegove strukturne stabilnosti i elastičnosti. Testa sa dodatnim glutenom se moraju žustro mešati kako bi porasla do svog punog potencijala; koriste se automatske mašine za mešanje hleba ili procesori kako bi se ovo postiglo. U opštem slučaju, veći sadržaj glutena predstavlja i veći sadržaj proteina.

### Imitacija mesa
Gluten, a posebno pšenični gluten se često koristi u veštačkim mesima koja treba da podsećaju na teletinu, piletinu, pačetinu, ribu, i svinjetinu. Kuvanjem u bujonu, gluten upija neke od prisutnih fluida (uključujući i ukus) i postaje čvrst.

### U ostalim namirnicama
Gluten je prisutan u skoro svim pivima (jer se pivo proizvodi od ječma, mada u svetu postoje bezglutenska piva za koja kažu da po ukusu i nisu adekvatna zamena) i soja sosu (soja sos se proizvodi od soje i pšenice, tradicionalno fermentacijom (Japanski tamari soja sos čime se gluten razgrađuje, ali češće hemijski, pri čemu gluten ostaje prisutan), i može se koristiti kao aditiv u mnogim proizvodima u kojima se to ne bi očekivalo, kao što su sladoled ili kečap. Veliki broj proizvoda koji inače ne sadrže gluten (npr. mlečna čokolada) se proizvode u istim postrojenjima u kojima se proizvode i pšenični proizvodi (čokolada sa keksom). U ovakvim slučajem, i čokolada koja je bez keksa sadrži gluten u tragovima, usled unakrsne kontaminacije. Ovakvi proizvodi sa prikrivenim glutenom predstavljaju problem za ljude netolerantne na gluten, ili one sa celijakijom, nekim kancerogenim oboljenjima (rak tankog creva se redovno javlja kod ljudi sa celijakijom koji ne izbace gluten iz ishrane), Dijabetes tip 1 i Autizam kod dece, hašimotom ili multipl sklerozom i mnogim drugim bolestima.

## Toksičnost
Gluten je bitan iz razloga što izaziva upalnu reakciju u intestinalnoj mukozi kod ljudi koji boluju od celijačne bolesti - genetički uzrokovane preosetljivosti na ovaj protein. Čini 10-15% pšeničnog brašna; ostaje u obliku lepljive mase kada se brašno zamesi i skrob opere vodom. Sastoji se uglavnom iz belančevina, i to iz glutenina i gliadina. Od njega zavise osobine mešenja i pečenja hleba. Dobija se kao sporedan proizvod pri proizvodnji pšeničnog skroba, a upotrebljava se u proizvodnji makarona i obućarskog lepka. Osnova lečenja celijačne bolesti je dijeta (režim ishrane) bez glutena, što podrazumeva izbegavanje svih proizvoda od pšenice, raži i ječma. Mnogi odrasli ljudi koji boluju od celijakije podnose ovas u malim količinama tj. uzimanje ovsa u malim količinama ne izaziva inflamatorne reakcije.

## Literatura
- Eckhardt, L.W.; Butts, D.C. (1997). Rustic European Breads from your Bread Machine.

- Amendola, J.;  . (2002). Understanding Baking.
- Curtis, B.C.; Rajaram, S.; Macpherson, H.G. „Bread Wheat, Improvement and production — FAO Plant Production and Protection Series No. #30.”. Приступљено 21. 8. 2007.
- Pfluger, Laura. „Marker Assisted Selection in Wheat, Quality traits. Gluten Strength, Coordinated Agricultural Project (funded by USDACREES)”. Архивирано из оригинала 21. 01. 2013. г. Приступљено 29. 9. 2007.
- „Agricultural Databases, Statistics, etc.”. USDA Cereal Disease Laboratory. Архивирано из оригинала 21. 1. 2013. г. Приступљено 20. 9. 2007.
- Wieser, H. (2007). „Cereal Chemistry and Dough Properties, KL1-Gluten Chemistry”. German Research Centre of Food Chemistry and Cereal Chemistry and  Hans-Dieter-Belitz-Institute for Cereal Grain Research, D-85748 Garching, Germany. Архивирано из оригинала 16. 6. 2008. г. Приступљено 27. 9. 2007.
- Wrigley, C.W; Bekes, F.; Bushuk, W (2006). The Gluten Composition of Wheat Varieties and Genotypes. AACC International. ISBN 978-1-891127-51-9. Архивирано из оригинала 5. 3. 2012. г. Приступљено 21. 9. 2007.